# Черкаська волость (Слов'яносербський повіт)
Черкаська волость — адміністративно-територіальна одиниця Слов'яносербського повіту Катеринославської губернії.
Станом на 1886 рік складалася з 2 поселень, 2 сільських громад. Населення — 3473 особи (1705 чоловічої статі та 1768 — жіночої), 560 дворових господарства.
|                     | Площа, десятин | У тому числі орної, дес. |
| ------------------- | -------------- | ------------------------ |
| Сільських громад    | 10283          | 3260                     |
| Приватної власності | 145            | 62                       |
| Казенної власності  | 72             | —                        |
| Іншої власності     | 232            | 75                       |
| Загалом             | 10732          | 3397                     |

Найбільші поселення волості:
- Черкаське — колишнє державне село при річці Лугань за 12 верст від повітового міста, 1755 осіб, 295 дворів, православна церква, 2 лавки.
- Хороше — колишнє державне село при річці Лугань, 1718 осіб, 265 дворів, православна церква, лавка.